# NGC 898
NGC 898 è una vasta galassia a spirale vista di taglio, situata nella costellazione di Andromeda, a una distanza di circa 249 milioni di anni luce dalla nostra Via Lattea.

## Scoperta
La galassia è stata scoperta il 17 ottobre 1786 dall'astronomo britannico di origine tedesca William Herschel.

## Descrizione
NGC 898 ha una classe di luminosità I-II e presenta una larga riga a 21 cm dell'idrogeno neutro.